# Patrice Barrat (journaliste)
Pour les articles homonymes, voir Patrice Barrat et Barrat.
Patrice Barrat, né à Boulogne-Billancourt le 27 mai 1957 et mort à Sète le 4 février 2018, est un écrivain, militant, journaliste et réalisateur de documentaire français.

## Biographie
Patrice Barrat est le fils du journaliste et militant anticolonialiste Robert Barrat (1919-1976) et de Denise Barrat.

### Carrière journalistique
En 1976, il intègre la rédaction de RTL et commence sa carrière de journaliste. En 1980, il rejoint l’équipe des Nouvelles Littéraires dont Jean-François Kahn est alors le directeur de la rédaction. Il interviewe des personnalités comme Yasser Arafat à Beyrouth ou Bob Marley,.
En 1984, il participe au lancement de L’Evénement du jeudi et collabore ensuite à diverses publications dont Le Matin ou Le Figaro Magazine, où il réalise, en 1986, une interview de Fidel Castro.
Après un passage à l’agence Gamma, il crée, en 1988, l'agence de presse, Point du jour, avec Jean-Louis Saporito.
En 1992, il lance le magazine « Vis-à-Vis », diffusé sur FR3.

### Réalisations
Pendant sept ans, il réalise de nombreux reportages et documentaires d'investigation dont "Famine fatigue ou le pouvoir de l’image" (1991), diffusé sur la Sept (ancien nom d’Arte), qui traite de la famine de 1988 au Soudan ayant causé la mort de 250 000 personnes.
En 1993, « Chaque jour pour Sarajevo », il co-réalise une série de 120 chroniques quotidiennes de deux minutes diffusées entre autres sur la BBC et Arte, et qui a été récompensée par un British Academy Award (BAFTA) et le Prix du Jury à Locarno.
En 1998, il crée l’agence de presse Article Z et lance une série documentaire sur le web et à la télévision, « Mad Mundo », où un reporter est mis au service d’une personne afin de l’aider à comprendre les situations auxquelles elle est confrontée. En 2001, il réalise un documentaire sur la vie de Ben Barka, Ben Barka, l'équation marocaine. En 2004, en collaboration avec le réalisateur Shay J. Katz, il a produit « Ellen : quelle réponse au terrorisme ? », suit ainsi la femme d’un des pilotes dont l’avion s’est écrasé sur le World Trade Center.

### Fondateur d'ONG - Bridge Initiative
En 2004, Patrice Barrat crée l'ONG Bridge Initiative International pour initier des espaces de dialogues autour des questions de la mondialisation, aspect qu'il avait déjà abordé en pratique en 2001 en tentant un dialogue entre le Forum économique mondial de Davos et le Forum social mondial de Porto Alegre. Le Forum économique mondial en tant que tel avait refusé ce dialogue, mais plusieurs invités y avaient participé.

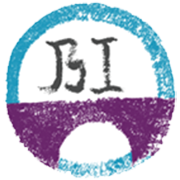
logo Bridge Initiative

Cette ONG organise pendant plusieurs années des « médiations exploratoires » sur certains des grands enjeux de la mondialisation, comme la finance, les relations entre l'agriculture et le commerce, et l'eau. Elle est présente au Forum social mondial de 2006 à Bamako, de 2007 à Nairobi, et à différentes mobilisations citoyennes parallèles à des conférences internationales ou à ces conférences (Organisation mondiale du commerce, Cnuced...).   
Les participants à ces médiations sont des personnalités de la société civile (ATTAC, notamment), des institutions internationales (Banque mondiale, Organisation des Nations unies, etc.) et de gouvernements principalement. Pour la médiation sur l'eau, certaines multinationales (Veolia) sont approchées pour participer aux dialogues. Une équipe de 4 à 5 salariés gèrent ces dialogues.   
Selon Patrice Barrat, dès 2005, Bridge Initiative sera même désignée par le FIFDH ( Festival International du Film des Droits de l'Homme - Genève) comme ONG de l'année, succédant ainsi à Greenpeace. L'ONG conçoit en septembre 2005 un événement, « OPEN UN », Forum de la Société Civile en parallèle à un Sommet du Millénaire à New York.   
En 2006, c'est à la demande de la Fondation Rockefeller que BII met encore sur pied à Lyon Reinventing Globalization, une réunion des différentes composantes de la société civile mondiale pour parvenir à des stratégies communes ou complémentaires.   
Bridge Initiative est active jusqu'en 2008-2010 environ, période à laquelle elle fonctionne avec une équipe réduite. En 2015, l'ONG redevient active en lançant le projet Climate Bridges, une démarche parallèle au processus officiel des Nations unies (COP21). Elle s'efforce aussi de placer son expérience au service d'enjeux, locaux, nationaux ou régionaux. 
En 2018, l'ONG s'éteint avec son fondateur.

### Divers

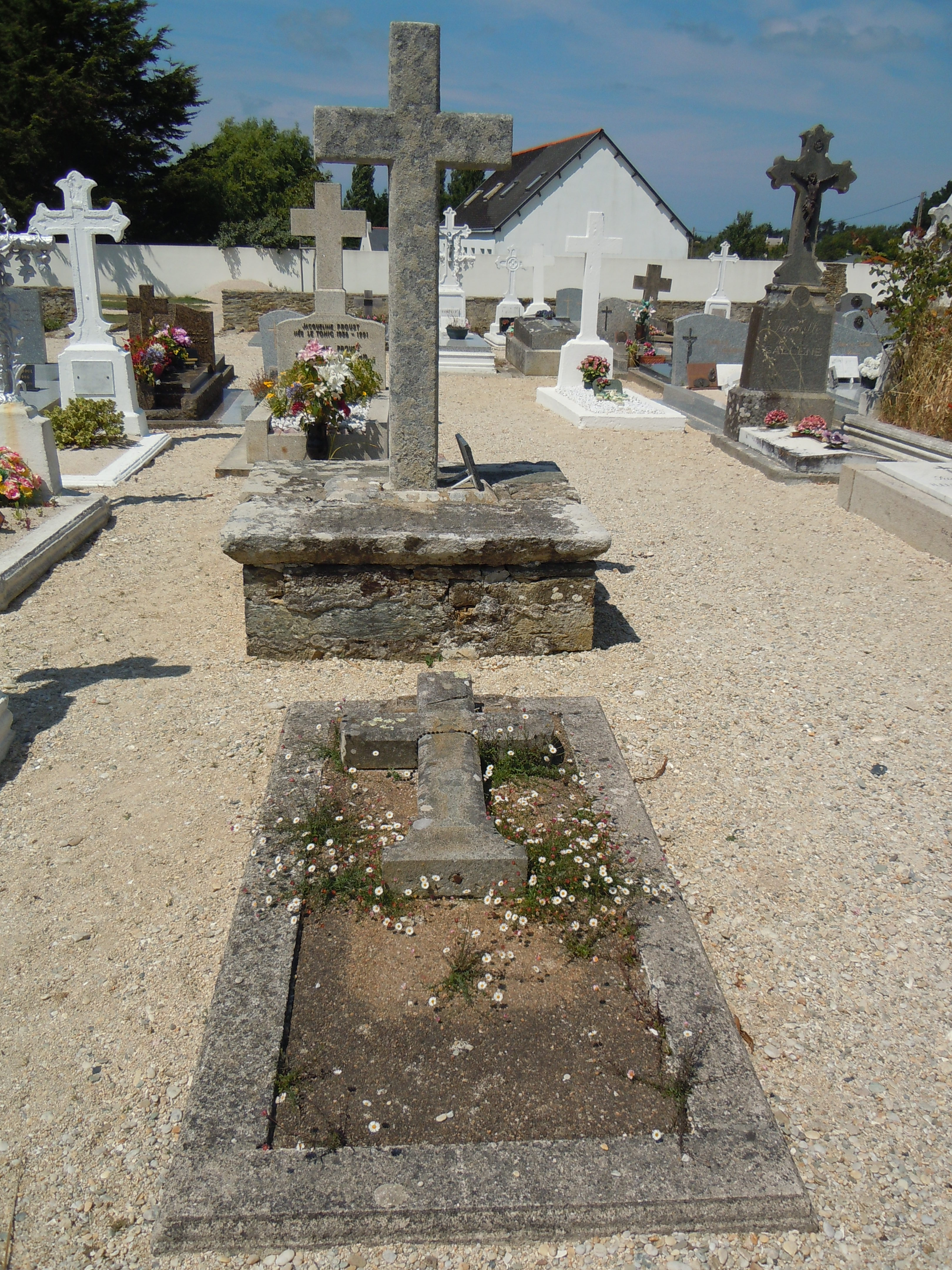
Le cimetière de Locmaria où Patrice Barrat est enterré

Patrice Barrat est inhumé à Locmaria (Belle-Île-en-Mer).

## Publications
Patrice Barrat est aussi l'auteur de deux ouvrages consacré à la vie de ses parents : « Un journaliste au cœur de la guerre d’Algérie » (éd. de l’Aube, 2001) et « Le Pouvoir de l’aube » (éd. Mouhieddine, 2017).